# 앰버산난쟁이여우원숭이
앰버산난쟁이여우원숭이 또는 앤디세이빈난쟁이여우원숭이(Cheirogaleus andysabini)는 난쟁이여우원숭이의 일종이다. 마다가스카르섬 북쪽 주변 지역의 앰버 산 국립공원에서만 알려져 있다. 2005년에 확인되었지만, 2015년까지 공식적으로 기술되지 않았다. 보전 등급은 아직 결정되지 않았지만, 숲 파괴로 위협을 받고 있으며 분포 지역에 거주하는 사람들이 사냥하는 것으로 추정된다.